# Česká zbrojovka

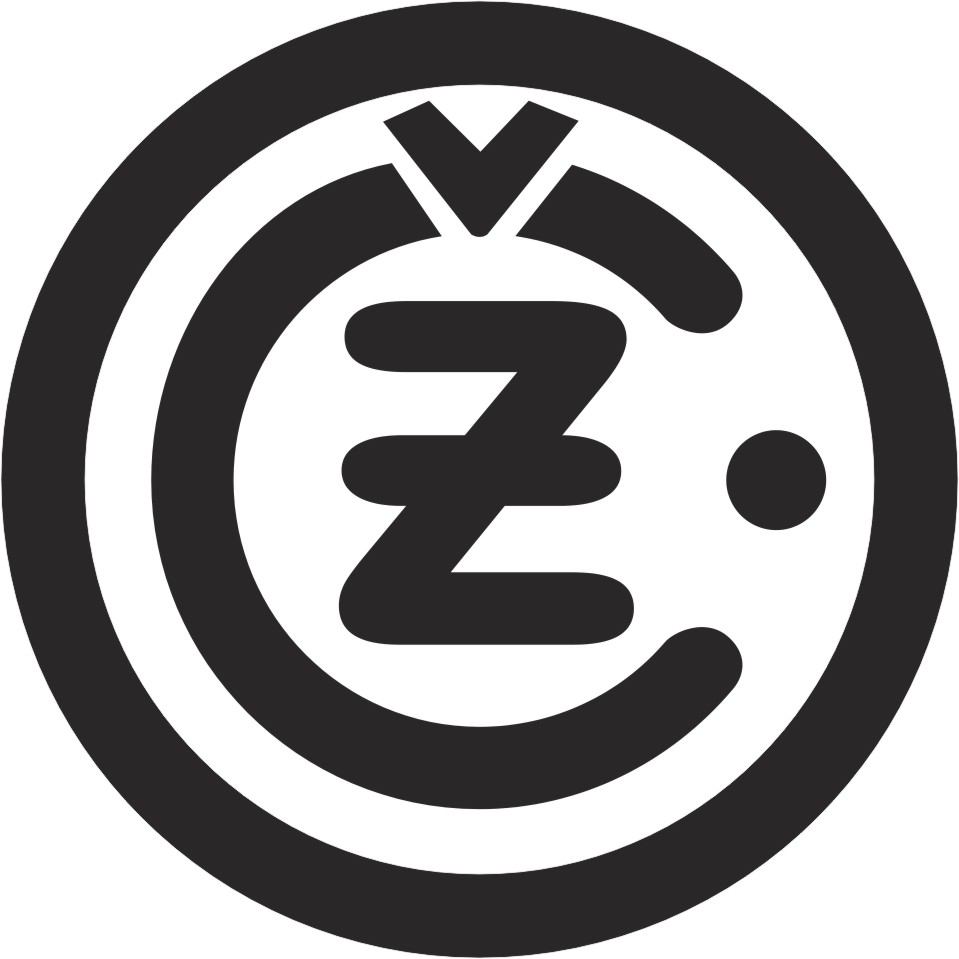

Česká zbrojovka (ČZ lub CZ) – czeskie zakłady zbrojeniowe powstałe w roku 1936.

## Historia
Po I wojnie światowej Czechosłowacja odziedziczyła dobrze rozwinięty przemysł zbrojeniowy, który pomógł przezbroić Czechosłowacką Armię. Przed II wojną światową Česká zbrojovka podobnie jak i Zbrojovka Brno produkowała karabiny maszynowe ZB-26 i ZB-30. W 1937 roku licencja na produkcję erkaemy ZB-26 została sprzedana do Wielkiej Brytanii, do firmy z kapitałem rządowym Enfield Lock. Po zajęciu przez III Rzeszę Czechosłowacji czechosłowackie zakłady zbrojeniowe produkowały broń dla niemieckiej armii. Koniec II wojny światowej przyniósł Czechosłowacji socjalizm. Wymusiło to produkcję broni "kałasznikowopodobnych". Firma ČZ stała się słynna przede wszystkim dzięki swoim pistoletom (np. ČZ-75, ČZ-85). Obecnie firma jest jednym z największych na świecie producentów broni.

## Produkty

### Pistolety
- Pistolet CZ 24
- Pistolet CZ 27
- Pistolet CZ 28
- Pistolet CZ 38
- Pistolet CZ 50
- Pistolet CZ 52
- Pistolet CZ 75
- Pistolet CZ 82 / CZ 83
- CZ 85
- Pistolet CZ 97
- Pistolet CZ 110
- Pistolet CZ 122
- Pistolet CZ P-07
- Pistolet CZ P-09
- Pistolet CZ P-09 C Nocturne
- Pistolet CZ P-09 F Nocturne
- Pistolet CZ P-10 M
- Pistolet CZ P-10 S
- Pistolet CZ P-10 C
- Pistolet CZ P-10 F

### Pistolety maszynowe
- Pistolet maszynowy Sa vz. 48
- Pistolet maszynowy Sa vz.61 Škorpion
- Pistolet maszynowy Škorpion EVO III

### Karabinki automatyczne
- Karabinek CZ 805 BREN[1]
- Karabin Sa vz. 58
- Karabinek AK

### Karabiny wyborowe
- CZ 537
- Karabin ČZ 700

### Rodziny broni
- CZ/Lada
- ČZ 2000

### Inne
- Karabinek M6 Scout